# Za tichych noci
Za tichych noci è un film del 1941, diretto da Zdenek Gina Hasler.
Venne girato durante l'occupazione nazista della Cecoslovacchia.